# Manis palaeojavanica
A Manis paleojavanica az emlősök (Mammalia) osztályának tobzoskák (Pholidota) rendjébe, ezen belül a tobzoskafélék (Manidae) családjába tartozó fosszilis faj.

## Előfordulása
A Manis paleojavanica egykori előfordulási területe Ázsia volt.
A fajt 1926-ban, E. Dubois írta le és nevezte meg a Jáva szigeten talált maradvány alapján, amelyet 19 évvel korábban 1907-ben fedeztek fel; viszont ő nem jött rá, hogy kihalt fajhoz tartozik. Később, Lord Medway is talált egy részleges csontvázat, de ezt a malajziai Borneón levő Niah-barlangokban. 1960-ban, Dirk Albert Hooijer holland paleontológus megállapította, hogy ez a tobzoska ma már nem létezik; az általa végzett szénizotópos kormeghatározás szerint a malajziai példány, körülbelül 42-47 ezer éve pusztult el.

## Fordítás
- Ez a szócikk részben vagy egészben  a   Manis paleojavanica című angol Wikipédia-szócikk ezen változatának fordításán alapul.  Az eredeti cikk szerkesztőit annak laptörténete sorolja fel. Ez a jelzés csupán a megfogalmazás eredetét és a szerzői jogokat jelzi, nem szolgál a cikkben szereplő információk forrásmegjelöléseként.